# Jacob Aaron Estes
Jacob Aaron Estes (Tulare, 6 settembre 1972) è un regista e sceneggiatore statunitense.

## Biografia
Dopo la laurea all'Università della California frequenta la scuola di filmografia presso l'AFI.

## Vita privata
È sposato con la musicista Gretchen Lieberum.

## Filmografia
- Summoning (2001)
- Mean Creek (2004)
- Nearing Grace (2005)
- The Details (2011)
- 7 Minutes (2014)
- The Ring 3 (2017)
- https://www.netflix.com/browse?jbv=81167273[collegamento interrotto] (2019)